# Spilogona frontulenta
Spilogona frontulenta är en tvåvingeart som beskrevs av Huckett 1965. Spilogona frontulenta ingår i släktet Spilogona och familjen husflugor.
Artens utbredningsområde är Newfoundland. Inga underarter finns listade i Catalogue of Life.